# Larentiinae

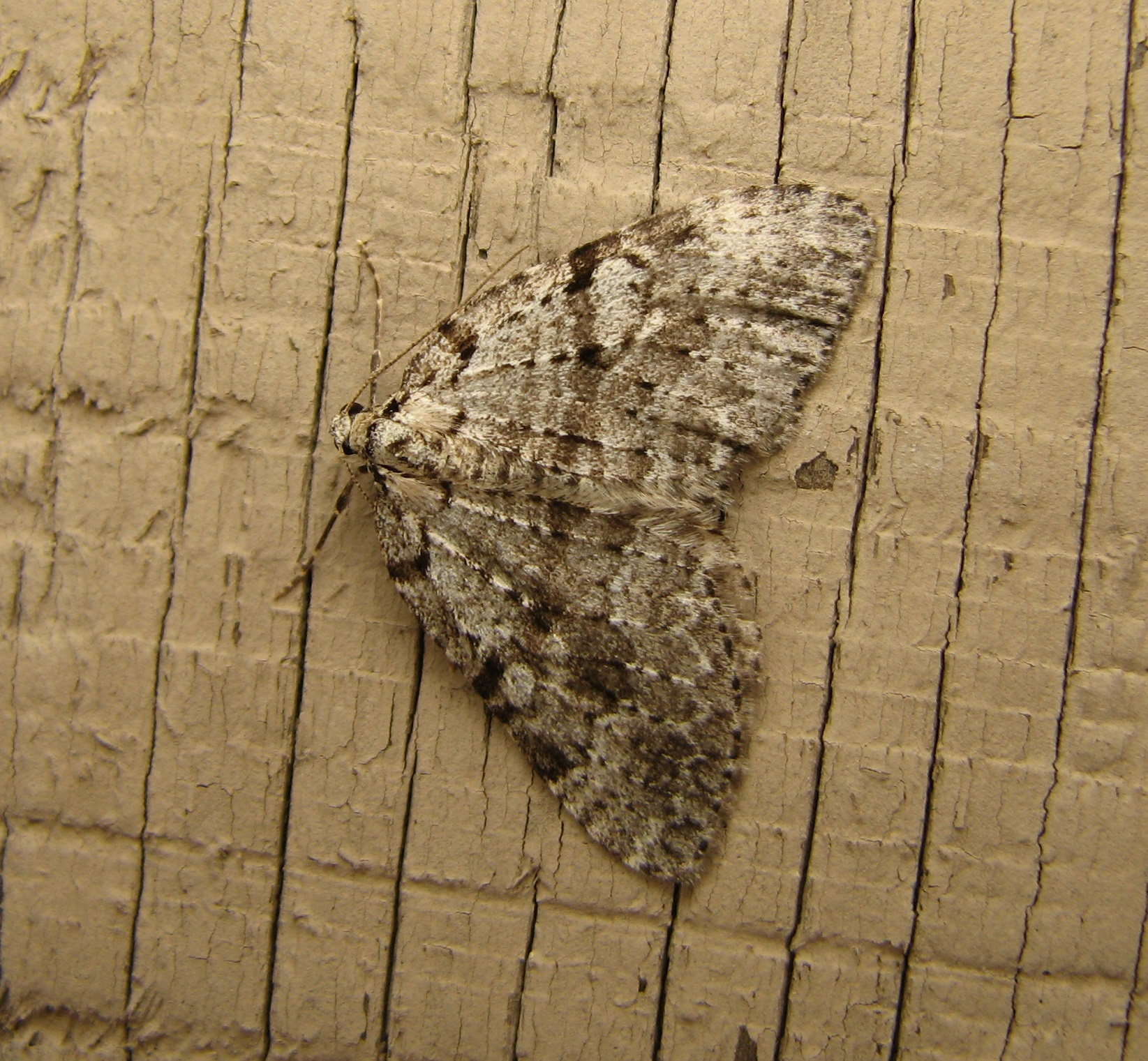
Perizoma curvilinea en Oregon, tribu Hydriomenini.

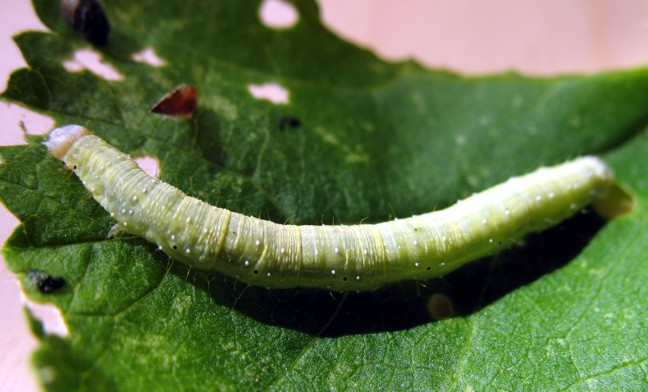
Larentia clavaria, larva

Larentiinae es una subfamilia de lepidópteros glosados de la familia Geometridae. Hay alrededor de 5 800 especies de distribución mundial; se encuentran principalmente en regiones templadas.

## Tribus
Se reconocen las siguientes tribus:
- Asthenini
  - Género Amnesicoma
- Cataclysmiini
- Chesiadini
- Cidariini
- Erateinini
- Eudulini
- Eupitheciini
- Hydriomenini
- Larentiini
- Melanthiini
- Operophterini
- Perizomini
- Phileremini
- Rheumapterini
- Solitaneini
- Stamnodini
- Trichopterygini
- Xanthorhoini

Véase también: Lista de géneros